# Saint-Léger-lès-Paray
Saint-Léger-lès-Paray – miejscowość i gmina we Francji, w regionie Burgundia-Franche-Comté, w departamencie Saona i Loara.
Według danych na rok 1990 gminę zamieszkiwały 622 osoby, a gęstość zaludnienia wynosiła 47 osób/km² (wśród 2044 gmin Burgundii Saint-Léger-lès-Paray plasuje się na 381. miejscu pod względem liczby ludności, natomiast pod względem powierzchni na miejscu 735.).